# Белинский, Станислав Костка
Граф (1798) Станислав Костка Белинский (ок. 1740 — 1812, Витебск) — государственный деятель Речи Посполитой: подкоморий надворный коронный (1761—1778), чашник великий коронный (1778—1793), маршалок надворный коронный (1793—1795), маршалок Гродненского сейма (1793), староста гарволинский.

## Биография
Представитель польского шляхетского рода Белинских герба «Юноша». Младший сын воеводы хелминского Михаила Виктора Белинского (ум. 1746) и Теклы Репловской (ум. 1774). Старший брат — писарь великий коронный и генерал-майор коронных войск Франтишек Белинский (1742—1809).
В 1757 году Станислав Костка Белинский получил во владение староство гарволинское в Мазовии. В 1761 году был назначен подкоморием польского короля Августа ІІІ. В том же году Станислав Костка Белинский получил должность подкомория надворного коронного, а в 1765 году был назначен камергером польского короля Станислава Августа Понятовского. В 1773 году стал державцем рамбковским.
В 1776 году Станислав Костка Белинский стал консуляром (советником) конфедерации под руководством сеймового маршалка Анджея Мокроновского. В 1778 году получил должность чашника великого коронного. Ведя бесшабашную и праздную жизнь, растратил всё семейное состояние. В 1784-1786 годах — член Постоянного Совета. В 1788 году был включен в состав военной комиссии Речи Посполитой. В 1792 году одним из первых присоединился к Тарговицкой конфедерации. В 1793 году Станислав Костка Белинский был избран маршалком (председателем) Гродненского сейма, последнего сейма в истории Речи Посполитой, вошел в состав Гродненской конфедерации. Выступал за ориентацию Речи Посполитой в сторону Российской империи.
В 1793 году при содействии российского посла Якова Ефимовича Сиверса Станислав Костка Белинский был назначен маршалком Гродненского сейма, так как другой кандидат Пётр Ожаровский потребовал за свою услугу большую сумму денег. На Гродненском сейме в 1793 году по поручению  короля Станислав Костка Белинский вошел в состав депутации для переговоров с Сиверсом. Будучи маршалком Гродненского сейма, дал согласие на второй раздел Речи Посполитой между Россией и Пруссией. В награду за свои услуги получил должность маршалка надворного коронного, а русское правительство выплатило ему 100 тысяч злотых и подарок в виде перстня с бриллиантами. 
Кавалером ордена Святого Станислава (1775). Через 10 лет получил также орден Белого орла. В 1798 году Фридрих Вильгельм III пожаловал Станиславу Белинскому титул графа Прусского королевства.
В браке с княжной Голицыной (ум. 1827) имел двух сыновей (Франтишек и Станислава, родились в 1800, умерли в детстве) и двух дочерей:
- Юлия Станиславовна (1804—1899), в первом браке за премьер-майором Петром Александровичем Собакиным (1744—1821), во втором — за графом Павлом Алексеевичем Бобринским (1801—1830).
- Виктория Станиславовна, была замужем за поэтом и журналистом Платоном Григорьевичем Волковым (1801—1850), которого вскоре бросила. В 1834 году Синод расторгнул их брак по обвинению в измене, после чего она вышла замуж за генерала Малиновского.